# Jadeorden

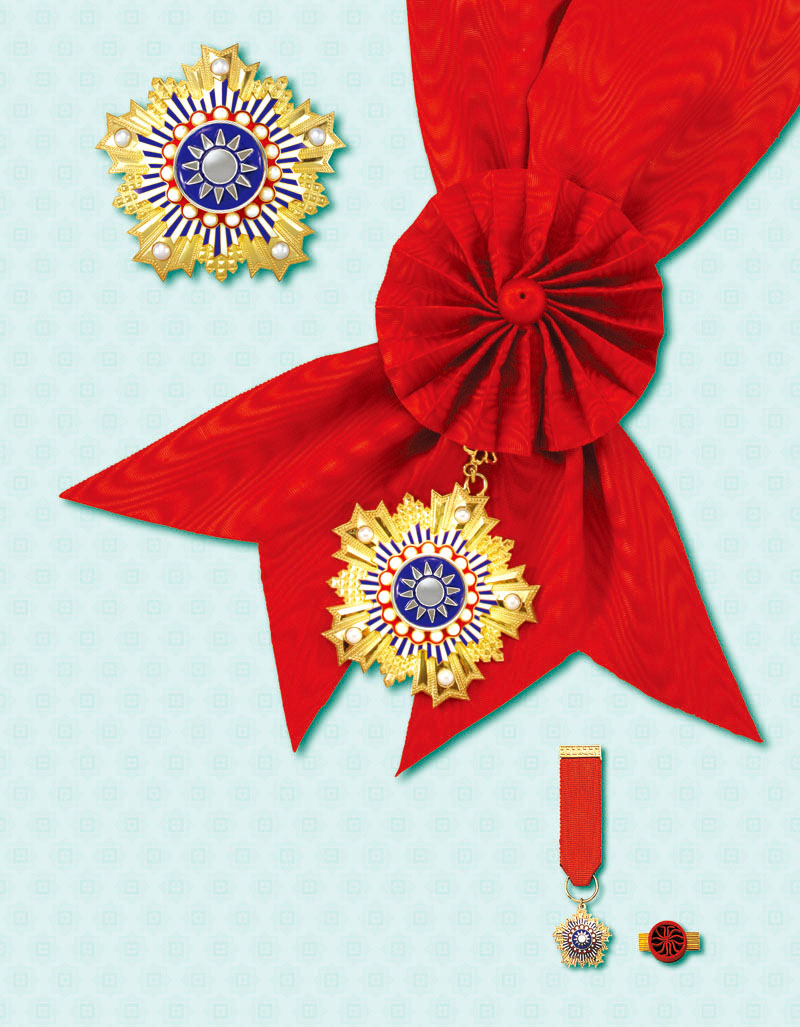
Jadeorden, Abzeichen, Stern, Medaille und Anstecknadel

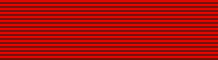
Bandschnalle

Jadeorden (chinesisch 采玉大勳章 / 采玉大勋章, Pinyin Cǎiyù Dà Xūnzhāng) ist der höchste zivile Orden der Republik China.
Er wird durch den Präsidenten der Republik China verliehen. Er selbst erhält den Orden zu Beginn seiner Amtszeit als Amtsinsignie. Ordensempfänger können nur ausländische Staatsoberhäupter sein (oder die Oberhäupter souveräner Völkerrechtssubjekte). Der Orden wurde am 22. Dezember 1933 gestiftet.
Die Ordensmedaille hat im Zentrum einen Stern aus Jade vor blauem Hintergrund. Die Form des Sterns entspricht dem Stern auf der Flagge der Republik China. Das Zentrum ist berandet von Gold und Perlenbesatz. Die Bandschnalle ist rot.

## Diskussion um die Benennung
Der Orden wurde zur Zeit der Kuomintang (KMT)-Herrschaft auf dem chinesischen Festland in der alten Republik China gestiftet und erhielt die formale Bezeichnung (采玉大勳章 – „Ausgewählter großer Jadeorden“). Der erste Namensteil (Cǎiyù) erinnerte dabei an Wang Caiyu (王采玉,  Wáng Cǎiyù), die Mutter des Kuomintang-Machthabers Chiang Kai-shek.
Nach Ende der Kuomintang-Alleinherrschaft in Taiwan Ende der 1980er/Anfang der 1990er Jahre gab es wiederholt Bestrebungen der in Opposition zur KMT stehenden Parteien, den Orden anders zu benennen. Am 22. September 2017 brachte der NPP-Abgeordnete Freddy Lim zusammen mit dem DPP-Abgeordneten Lu Sun-ling einen Gesetzesantrag zur Änderung des entsprechenden Gesetzes in den Legislativ-Yuan ein. Nach dem Gesetzesvorschlag sollte der Orden in Großer Yushan-Orden (玉山大勳章,  Yùshān dà Xūnzhāng, nach dem Yushan, dem höchsten Berg Taiwans) umbenannt werden. Zur Begründung erklärte Lim, dass Chiang ein Diktator gewesen sei und dessen Mutter keinerlei Bezug zu Taiwan gehabt habe. Es sei nicht angemessen, den höchsten nationalen Orden nach einer „landesfremden Person“ zu benennen.
Die Gesetzesinitiative wurde durch die KMT im entsprechenden Ausschuss blockiert, so dass sie bisher nicht zur Beschlussfassung kam.

## Ordensträger (Auswahl)
Ordensempfänger waren typischerweise die Präsidenten der Republik China selbst und die Staatsoberhäupter der Länder, zu denen Taiwan diplomatische Beziehungen unterhält. Die folgende Aufzählung ist nicht vollständig.
- Deutsches Reich 1936: Hans von Seeckt[5]
- Deutsches Reich Juni 1938: Erhard Milch[6]
- China August 1943: Chiang Kai-shek
- Taiwan April 1975: Yen Chia-kan
- Taiwan Mai 1978: Chiang Ching-kuo
- Taiwan Januar 1988: Lee Teng-hui
- Zentralafrikanische Republik 12. Mai 1992: André Kolingba[7]
- Panama 8. Oktober 1992: Guillermo Endara Galimany[8]
- Paraguay 25. August 1995: Juan Carlos Wasmosy[9]
- Costa Rica 23. März 1999: Miguel Ángel Rodríguez Echeverría[10]
- Dominikanische Republik 27. September 1999 Leonel Fernández[11]
- Nauru 20. November 1999: René Harris[12]
- Panama Juli 2000: Mireya Moscoso
- Dominikanische Republik März 2001: Hipólito Mejía
- Taiwan Mai 2001: Chen Shui-bian
- Honduras 24. Oktober 2002: Ricardo Maduro[13]
- São Tomé und Príncipe 9. Januar 2004: Fradique de Menezes[14]
- Paraguay Mai 2004: Nicanor Duarte Frutos
- El Salvador 12. August 2004: Antonio Saca[15]
- Malawi 12. Januar 2005: Bingu wa Mutharika[16]
- Guatemala August 2005: Óscar Berger Perdomo
- Palau 18. Januar 2007: Thomas Remengesau junior[17]
- Guatemala Oktober 2008: Álvaro Colom Caballeros
- Kiribati 7. Juni 2010: Anote Tong
- Paraguay 14. März 2011: Fernando Lugo
- Paraguay 2013: Federico Franco
- Paraguay 8. Oktober 2014 Horacio Cartes[18]
- Marshallinseln November 2014 Christopher Loeak[19]
- Souveräner Malteserorden 5. November 2015: Matthew Festing[20]
- Honduras 3. Oktober 2016: Juan Orlando Hernández[21]
- Guatemala 11. Januar 2017: Jimmy Morales[21]
- Haiti 29. Mai 2018: Jovenel Moïse[21]
- Paraguay 8. Oktober 2018: Mario Abdo Benítez[21]